# Ricaurte (kommun i Colombia, Cundinamarca, lat 4,29, long -74,75)
Ricaurte är en kommun i Colombia.   Den ligger i departementet Cundinamarca, i den centrala delen av landet, 80 km väster om huvudstaden Bogotá. Antalet invånare är 8 145.